# Eunidia piperita
Eunidia piperita är en skalbaggsart som beskrevs av Charles Joseph Gahan 1898. Eunidia piperita ingår i släktet Eunidia och familjen långhorningar.
Artens utbredningsområde är:
- Kenya.
- Zimbabwe.

Inga underarter finns listade i Catalogue of Life.